# Wrexham Challenger
Il Wrexham Challenger è stato un torneo professionistico di tennis giocato su campi in cemento indoor. Faceva parte dell'ATP Challenger Series. Si giocava annualmente a Wrexham nel Regno Unito.

## Albo d'oro

### Singolare
| Anno | Campione               | Finalista           | Punteggio        |
| ---- | ---------------------- | ------------------- | ---------------- |
| 2000 | Wayne Arthurs          | Ladislav Švarc      | 6–2, 6–4         |
| 2001 | Michael Kohlmann       | Ladislav Švarc      | 6–4, 6–2         |
| 2002 | Lars Burgsmüller       | Ivo Heuberger       | 6–2, 6(5)–7, 6–4 |
| 2003 | Wesley Moodie          | Stefano Pescosolido | 6–4, 6–3         |
| 2004 | Dennis van Scheppingen | Jan Vacek           | 6–4, 6–1         |
| 2005 | Vladimir Volčkov       | George Bastl        | 4–6, 6–4, 6–3    |
| 2006 | Alex Bogdanović        | Stéphane Robert     | 6–3, 6–2         |
| 2007 | Michał Przysiężny      | Richard Bloomfield  | 6–2, 6–3         |

### Doppio
| Anno | Campioni                               | Finalisti                              | Punteggio            |
| ---- | -------------------------------------- | -------------------------------------- | -------------------- |
| 2000 | Daniele Bracciali (1) Aisam Qareshi    | Miles MacLagan Andrew Richardson       | 6–4, 6–2             |
| 2001 | Gilles Elseneer Alexander Popp         | Luke Bourgeois Aisam-ul-Haq Qureshi    | 5–7, 7–5, 6–2        |
| 2002 | Stefano Pescosolido Gianluca Pozzi     | Daniele Bracciali Aisam-ul-Haq Qureshi | 6–4, 6–4             |
| 2003 | Daniele Bracciali (2) Federico Luzzi   | Yves Allegro Wesley Moodie             | Walkover             |
| 2004 | Jaroslav Levinský Alexander Waske      | Mark Hilton Jonathan Marray            | 7–5, 7–6(1)          |
| 2005 | Mark Hilton Jonathan Marray            | Tuomas Ketola Frederik Nielsen         | 6–3, 6–2             |
| 2006 | Jean-François Bachelot Stéphane Robert | Colin Fleming Jamie Murray             | 6–4, 7–5             |
| 2007 | Thomas Oger Nicolas Tourte             | Richard Bloomfield Robin Haase         | 6(4)–7, 7–5, [12–10] |